# Ludność Szczecina

Herb Szczecina

Ludność Szczecina

## Ludność Szczecina w kolejnych latach
- XV wiek - 9-10 tysięcy[a] (szacunki)[b][1]
- 1586 – 11 200[2]
- 1600 – 12 500[2]
- 1647 – 11 000[2]
- 1750 – 13 000[2]
- 1800 – 18 430[2]
- 1813 – 18 000[2]
- 1820 – 22 360   (w tym 106 Żydów)[2]
- 1834 – 33 500   (w tym 315 Żydów)[2]
- 1849 – 44 104   (w tym 726 Żydów)[2]
- 1852 – 52 000   (w tym 901 Żydów)[2]
- 1861 – 58 487   (w tym 1438 Żydów)[2]
- 1871 – 72 000   (w tym 1823 Żydów)[2]
- 1875 – 80 972[3]
- 1880 – 88 000[2] lub 91 756[3]
- 1885 – 99 543[3]   (w tym 2501 Żydów)[4]
- 1890 – 116 228   (w tym 2582 Żydów)[3]
- 1900 – 210 702[3]
- 1910 – 236 113[3]   (w tym 2757 Żydów)[2]
- 1925 – 254 466[2][3]
- 1932 – 270 747[2]
- przed 15 października 1939 – 287 419[5]
- 15 października 1939 – 382 984[c][5]
- 1946 – 72 948[d]
- 1950 – 178 907[d]
- 1955 – 229 462
- 1960 – 269 318[d]
- 1961 – 279 100
- 1962 – 286 300
- 1963 – 299 200
- 1964 – 307 700
- 1965 – 312 013
- 1966 – 317 200
- 1967 – 330 100
- 1968 – 333 900
- 1969 – 337 000
- 1970 – 338 000[d]
- 1971 – 342 209
- 1972 – 350 100
- 1973 – 358 000
- 1974 – 363 744
- 1975 – 369 690
- 1976 – 376 400
- 1977 – 381 400
- 1978 – 384 900[d]
- 1979 – 388 000
- 1980 – 388 322
- 1981 – 389 909
- 1982 – 390 498
- 1983 – 389 220
- 1984 – 390 780
- 1985 – 392 309
- 1986 – 395 024
- 1987 – 396 644
- 1988 – 410 296[d]
- 1989 – 412 058
- 1990 – 413 437
- 1991 – 414 241
- 1992 – 416 402
- 1993 – 417 747
- 1994 – 419 608
- 1995 – 418 156
- 1996 – 418 826
- 1997 – 418 985
- 1998 – 416 988
- 1999 – 416 619
- 2000 – 416 485
- 2001 – 415 576
- 2002 – 415 117[d]
- 2003 – 414 032
- 2004 – 411 900
- 2005 – 411 119
- 2006 – 409 068
- 2007 – 407 811
- 2008 – 406 941
- 2009 – 406 307
- 2010 – 405 606[6]
- 2011 – 409 596
- 2012 (30 czerwca) – 409 211
- 2013 (30 czerwca) – 408 502[7]
- 2014 (30 czerwca) – 407 180[8]
- 2015 (31 grudnia) – 405 657[9]
- 2016 (31 grudnia) – 404 878[10]
- 2017 (31 grudnia) – 403 939[11]
- 2018 (31 grudnia) – 402 437[12]
- 2019 (31 grudnia) – 401 234[13]
- 2020 (31 grudnia) – 398 229[14]
- 2021 (31 grudnia) – 391 404[15]
- 2022 (31 grudnia) – 391 566[16]
- 2023 (31 grudnia) – 389 066[17]

Zmniejszenie liczby mieszkańców następujące od końca lat 90. XX wieku wiąże się z intensywnym rozwojem budownictwa mieszkaniowego w gminach otaczających miasto Szczecin. W samej gminie Dobra w latach 2006–2009 saldo migracji wewnętrznej przekraczało tysiąc osób rocznie, powodując wzrost liczby mieszkańców z 5,8 tys. w 1995 do 15,2 tys. w 2009.

## Ludność polska przed 1945
W 1914 w Szczecinie mieszkało 550 Polaków. Polską społeczność miasta stanowili przede wszystkim imigranci zarobkowi (przy czym pamiętać należy, że do 1918 roku migrowali oni w granicach jednego państwa – Cesarstwa Niemieckiego). Zatrudniani byli głównie do prac ciężkich i słabo opłacanych, również jako pracownicy sezonowi. Polsko brzmiące nazwisko nie świadczyło o polskiej tożsamości narodowej, gdyż wiele osób o polskich korzeniach było już zgermanizowanych.

## Powierzchnia Szczecina
- przed 15 października 1939 – 82,2 km²
- 15 października 1939 – 460,984 km²[c]
- 1995 – 300,83 km²
- 2006 – 300,77 km²[5]
- od 2008 – 300,55 km²

## Prognozy demograficzne
GUS przewiduje spadek ludności Szczecina w perspektywie wieloletniej. Liczby przedstawiają się następująco:
| Rok     | 2020     | 2030     | 2040     | 2050     |
| Ludność | 398 tys. | 382 tys. | 361 tys. | 340 tys. |